# Canton de Péronne
Le canton de Péronne est une circonscription électorale française située dans le département de la Somme et la région Hauts-de-France.

## Géographie
Ce canton est organisé autour de Péronne dans l'arrondissement de Péronne. Son altitude varie de 43 m (Feuillères) à 154 m (Nurlu) pour une altitude moyenne de 74 m.

## Histoire
Par décret du 26 février 2014, le nombre de cantons du département est divisé par deux, avec mise en application aux élections départementales de mars 2015. Le canton de Péronne est conservé et s'agrandit. Il passe de 21 à 60 communes.

## Représentation

### Conseillers généraux de 1833 à 2015
| Période | Période      | Identité                      | Étiquette              | Qualité |
| ------- | ------------ | ----------------------------- | ---------------------- | --- |
| 1833    | 1836         | Nicolas Félix Harlé           | Majorité ministérielle | Propriétaire, maire d'Aizecourt-le-Haut Député (1831-1837)                                                        |
| 1836    | 1848         | Claude Gonnet                 |                        | Avoué, maire de Péronne (1834-1836, 1846-1848), conseiller d'arrondissement Président du Conseil Général (1843)   |
| 1848    | 1855         | Dominique Naudé               |                        | Avocat puis magistrat Maire de Péronne (1848, 1851-1852)                                                          |
| 1855    | 1860 (décès) | Frédéric Rossignol            |                        | Notaire, propriétaire, maire de Péronne (1852-1858)                                                               |
| 1860    | 1895         | Alexandre Villemant           | Droite                 | Avocat, avoué, propriétaire, maire de Péronne                                                                     |
| 1895    | 1904 (décès) | Ernest Baudelot               | Républicain            | Agriculteur Maire d'Aizecourt-le-Haut                                                                             |
| 1904    | 1907         | Ernest Wenceslas Franqueville | Conservateur           | Agriculteur à Brusle-Cartigny Maire de Cartigny, conseiller d'arrondissement                                      |
| 1907    | 1928 (décès) | Charles Boulanger             | Rad.                   | Docteur en médecine maire de Péronne (1908-1914 et 1918-1928)                                                     |
| 1928    | 1934         | Gontrand Gonnet               | RG                     | Avocat, adjoint au maire de Péronne Député (1919-1932)                                                            |
| 1934    | 1940 (décès) | Louis Daudré                  | RG                     | Avoué puis avocat Maire de Péronne (1931-1940)                                                                    |
|         |              |                               |                        | |
| 1943    | 1945         | Daniel Boinet (1894-1989)     | Radical                | Médecin Maire de Péronne (1940-1944) Nommé conseiller départemental en 1943                                       |
|         |              |                               |                        | |
| 1945    | 1951         | Émile Vermond                 | SFIO                   | Négociant Maire de Péronne (1944-1947)                                                                            |
| 1951    | 1970         | Daniel Boinet                 | Radical-RGR            | Docteur en médecine Maire de Péronne (1940-1944 et 1947-1971)                                                     |
| 1970    | 1976         | Jean Daudré                   | Radical                | Commerçant Maire de Péronne (1971-1977)                                                                           |
| 1976    | 1982         | Édouard Guilbeau              | PCF                    | Électricien Maire de Péronne (1977-1989)                                                                          |
| 1982    | 1988         | Jean-Marie Carbonnelle        | UDF-PR                 | Médecin Conseiller municipal de Péronne                                                                           |
| 1988    | 2015         | Pierre Linéatte               | PS                     | Directeur d'école Vice-Président du Conseil général Adjoint au maire de Péronne puis adjoint au maire de Cartigny |

### Conseillers d'arrondissement (de 1833 à 1940)
Le canton de Péronne avait deux conseillers d'arrondissement à partir de 1922.
| Période                                  | Période          | Identité                                  | Étiquette    | Qualité |
| ---------------------------------------- | ---------------- | ----------------------------------------- | ------------ | --- |
| 1833                                     | 1836             | Claude Gonnet (1795-1876)                 |              | Avoué à Péronne |
| 1836                                     | 1848             | M. Cadot                                  |              | Avoué, adjoint au maire de Péronne                                                                                 |
|                                          |                  |                                           |              | |
| av.1902                                  | 1904             | Ernest-Wenceslas Franqueville (1854-1933) | Conservateur | Cultivateur, maire de Cartigny                                                                                     |
|                                          |                  |                                           |              | |
| 1910                                     | 1919             | Georges Decaux                            | Rad.ind.     | Vétérinaire commandant au centre de mobilisation de la cavalerie n° 22, à Péronne, conseiller municipal de Péronne |
| 21 décembre 1919                         | 1928             | Léon Hénocque                             | Radical      | Entrepreneur en menuiserie, maire de Doingt-Flamicourt                                                             |
| 1922                                     | 1934 (démission) | Louis Lucquet                             | Radical      | Agriculteur, maire de Buire-Courcelles                                                                             |
| 1928                                     | 1940             | Auguste Gauchin (1891-1969)               | URD          | Licencié en droit, agriculteur, adjoint puis maire de Flaucourt                                                    |
| 1934                                     | 1940             | Georges Decaux                            | Rad.ind.     | Vétérinaire commandant au centre de mobilisation de la cavalerie n° 22, à Péronne, conseiller municipal de Péronne |
| 1940                                     |                  |                                           |              | Les conseils d'arrondissement ont été suspendus par la loi du 12 octobre 1940 et n'ont jamais été réactivés        |
| Les données manquantes sont à compléter. |                  |                                           |              | |

### Conseillers départementaux depuis 2015
| Période élective | Période élective | Mandat | Mandat   | Identité            | Nuance | Nuance | Qualité |
| ---------------- | ---------------- | ------ | -------- | ------------------- | ------ | ------ | --- |
| 2015             | 2021             | 2015   | 2021     | Séverine Mordacq    |        | DVD    | Agricultrice propriétaire-exploitante Maire de Villers-Faucon |
| 2015             | 2021             | 2015   | 2021     | Philippe Varlet     |        | LR     | Chef de projet Adjoint au maire de Péronne (jusqu'en 2020) 9e vice-président chargé du développement des territoires lié au projet de Canal Seine Nord Europe et N.T.I.C.                                         |
| 2021             | 2028             | 2021   | en cours | Christophe Boulogne |        | DVG    | Ambulancier, chef d'entreprise, Premier adjoint au maire de Roisel |
| 2021             | 2028             | 2021   | en cours | Valérie Kumm        |        | PS     | Proviseure adjointe de lycée professionnel, ancienne conseillère régionale (2004-2010), ancienne Vice-Présidente du conseil régional (2010-2015), conseillère municipale et ancienne maire (2008-2014) de Péronne |

### Résultats détaillés

#### Élections de mars 2015
Séverine Mordacq est DVD.

#### Élections de juin 2021
Le premier tour des élections départementales de 2021 est marqué par un très faible taux de participation (33,26 % au niveau national). Dans le canton de Péronne, ce taux de participation est de 38,81 % (8 096 votants sur 20 862 inscrits) contre 36,82 % au niveau départemental. À l'issue de ce premier tour, deux binômes sont en ballottage : Yael Menache et Damien Rieu (RN, 31,55 %) et Christophe Boulogne et Valérie Kumm (Union à gauche avec des écologistes, 22,7 %).
Le second tour des élections est marqué une nouvelle fois par une abstention massive équivalente au premier tour. Les taux de participation sont de 34,36 % au niveau national, 36,7 % dans le département et 39,35 % dans le canton de Péronne. Christophe Boulogne et Valérie Kumm (Union à gauche avec des écologistes) sont élus avec 55,06 % des suffrages exprimés (4 035 voix pour 8 211 votants et 20 866 inscrits),,. 

#### Élections

##### 2015
| Candidats            | Candidats          | Partis      | Partis      | Premier tour | Premier tour | Second tour | Second tour |
| Candidats            | Candidats          | Partis      | Partis      | Voix         | %            | Voix        | %           |
| -------------------- | ------------------ | ----------- | ----------- | ------------ | ------------ | ----------- | ----------- |
| 1                    | Sonia Frenoy       |             | FN          | 4 452        | 42,42        | 4 967       | 49,08       |
| 1                    | Mathieu Huguet     |             | FN          | 4 452        | 42,42        | 4 967       | 49,08       |
| 2                    | Séverine Mordacq   |             | UDI         | 3 248        | 30,95        | 5 154       | 50,92       |
| 2                    | Philippe Varlet    |             | UMP         | 3 248        | 30,95        | 5 154       | 50,92       |
| 3                    | Delphine Bertonnet |             | DVG         | 2 794        | 26,62        |             |             |
| 3                    | Gautier Maes       |             | PS          | 2 794        | 26,62        |             |             |
|                      |                    |             |             |              |              |             |             |
| Inscrits             | Inscrits           | Inscrits    | Inscrits    | 21 353       | 100,00       | 21 359      | 100,00      |
| Abstentions          | Abstentions        | Abstentions | Abstentions | 10 215       | 47,84        | 10 074      | 47,17       |
| Votants              | Votants            | Votants     | Votants     | 11 138       | 52,16        | 11 285      | 52,83       |
| Blancs               | Blancs             | Blancs      | Blancs      | 453          | 4,07         | 772         | 6,84        |
| Nuls                 | Nuls               | Nuls        | Nuls        | 191          | 1,71         | 392         | 3,47        |
| Exprimés             | Exprimés           | Exprimés    | Exprimés    | 10 494       | 94,22        | 10 121      | 89,69       |
| * conseiller sortant |                    |             |             |              |              |             |             |

## Composition

### Composition avant 2015

Situation du canton de Péronne dans le département de la Somme avant 2015.

Le canton de Péronne regroupait 21 communes.
| Nom                       | Code Insee | Codepostal | Superficie (km2) | Population (dernière pop. légale) | Densité (hab./km2) |
| ------------------------- | ---------- | ---------- | ---------------- | --------------------------------- | ------------------ |
| Péronne (chef-lieu)       | 80620      | 80200      | 14,16            | 7 737 (2012)                      | 546                |
| Aizecourt-le-Haut         | 80015      | 80200      | 3,65             | 75 (2012)                         | 21                 |
| Allaines                  | 80017      | 80200      | 8,36             | 416 (2012)                        | 50                 |
| Barleux                   | 80054      | 80200      | 7,46             | 249 (2012)                        | 33                 |
| Biaches                   | 80102      | 80200      | 6,52             | 358 (2012)                        | 55                 |
| Bouchavesnes-Bergen       | 80115      | 80200      | 10,09            | 341 (2012)                        | 34                 |
| Bouvincourt-en-Vermandois | 80128      | 80200      | 1,94             | 155 (2012)                        | 80                 |
| Brie                      | 80141      | 80200      | 6,89             | 341 (2012)                        | 49                 |
| Buire-Courcelles          | 80150      | 80200      | 7,76             | 242 (2012)                        | 31                 |
| Bussu                     | 80154      | 80200      | 6,79             | 217 (2012)                        | 32                 |
| Cartigny                  | 80177      | 80200      | 15,15            | 742 (2012)                        | 49                 |
| Cléry-sur-Somme           | 80199      | 80200      | 18,78            | 541 (2012)                        | 29                 |
| Doingt                    | 80240      | 80200      | 8,61             | 1 334 (2012)                      | 155                |
| Éterpigny                 | 80294      | 80200      | 4,05             | 174 (2012)                        | 43                 |
| Feuillères                | 80307      | 80200      | 5,89             | 143 (2012)                        | 24                 |
| Flaucourt                 | 80313      | 80200      | 7,36             | 296 (2012)                        | 40                 |
| Mesnil-Bruntel            | 80536      | 80200      | 7,31             | 300 (2012)                        | 41                 |
| Moislains                 | 80552      | 80200      | 20,62            | 1 228 (2012)                      | 60                 |
| Estrées-Mons              | 80557      | 80200      | 15,30            | 564 (2012)                        | 37                 |
| Nurlu                     | 80601      | 80240      | 6,53             | 399 (2012)                        | 61                 |
| Villers-Carbonnel         | 80801      | 80200      | 7,66             | 321 (2012)                        | 42                 |

### Composition depuis 2015
Le canton de Péronne regroupe 60 communes.
| Nom                             | Code Insee | Intercommunalité     | Superficie (km2) | Population (dernière pop. légale) | Densité (hab./km2) | Modifier                                    |
| ------------------------------- | ---------- | -------------------- | ---------------- | --------------------------------- | ------------------ | ------------------------------------------- |
| Péronne (bureau centralisateur) | 80620      | CC de la Haute Somme | 14,16            | 7 139 (2022)                      | 504                | modifier les données · modifier les données |
| Aizecourt-le-Bas                | 80014      | CC de la Haute Somme | 3,57             | 65 (2022)                         | 18                 | modifier les données · modifier les données |
| Aizecourt-le-Haut               | 80015      | CC de la Haute Somme | 3,65             | 67 (2022)                         | 18                 | modifier les données · modifier les données |
| Allaines                        | 80017      | CC de la Haute Somme | 8,36             | 419 (2022)                        | 50                 | modifier les données · modifier les données |
| Barleux                         | 80054      | CC de la Haute Somme | 7,46             | 229 (2022)                        | 31                 | modifier les données · modifier les données |
| Bernes                          | 80088      | CC de la Haute Somme | 7,61             | 354 (2022)                        | 47                 | modifier les données · modifier les données |
| Biaches                         | 80102      | CC de la Haute Somme | 6,52             | 386 (2022)                        | 59                 | modifier les données · modifier les données |
| Bouchavesnes-Bergen             | 80115      | CC de la Haute Somme | 10,09            | 287 (2022)                        | 28                 | modifier les données · modifier les données |
| Bouvincourt-en-Vermandois       | 80128      | CC de la Haute Somme | 1,94             | 147 (2022)                        | 76                 | modifier les données · modifier les données |
| Brie                            | 80141      | CC de la Haute Somme | 6,89             | 341 (2022)                        | 49                 | modifier les données · modifier les données |
| Buire-Courcelles                | 80150      | CC de la Haute Somme | 7,76             | 219 (2022)                        | 28                 | modifier les données · modifier les données |
| Bussu                           | 80154      | CC de la Haute Somme | 6,79             | 217 (2022)                        | 32                 | modifier les données · modifier les données |
| Cartigny                        | 80177      | CC de la Haute Somme | 15,15            | 690 (2022)                        | 46                 | modifier les données · modifier les données |
| Cléry-sur-Somme                 | 80199      | CC de la Haute Somme | 18,78            | 515 (2022)                        | 27                 | modifier les données · modifier les données |
| Combles                         | 80204      | CC de la Haute Somme | 9,87             | 751 (2022)                        | 76                 | modifier les données · modifier les données |
| Devise                          | 80239      | CC de la Haute Somme | 2,75             | 58 (2022)                         | 21                 | modifier les données · modifier les données |
| Doingt                          | 80240      | CC de la Haute Somme | 8,61             | 1 394 (2022)                      | 162                | modifier les données · modifier les données |
| Driencourt                      | 80258      | CC de la Haute Somme | 5,00             | 80 (2022)                         | 16                 | modifier les données · modifier les données |
| Épehy                           | 80271      | CC de la Haute Somme | 17,33            | 1 108 (2022)                      | 64                 | modifier les données · modifier les données |
| Équancourt                      | 80275      | CC de la Haute Somme | 7,79             | 298 (2022)                        | 38                 | modifier les données · modifier les données |
| Estrées-Mons                    | 80557      | CC de la Haute Somme | 15,30            | 594 (2022)                        | 39                 | modifier les données · modifier les données |
| Éterpigny                       | 80294      | CC de la Haute Somme | 4,05             | 168 (2022)                        | 41                 | modifier les données · modifier les données |
| Étricourt-Manancourt            | 80298      | CC de la Haute Somme | 11,02            | 525 (2022)                        | 48                 | modifier les données · modifier les données |
| Feuillères                      | 80307      | CC de la Haute Somme | 5,89             | 157 (2022)                        | 27                 | modifier les données · modifier les données |
| Fins                            | 80312      | CC de la Haute Somme | 6,87             | 279 (2022)                        | 41                 | modifier les données · modifier les données |
| Flaucourt                       | 80313      | CC de la Haute Somme | 7,36             | 296 (2022)                        | 40                 | modifier les données · modifier les données |
| Flers                           | 80314      | CC de la Haute Somme | 6,27             | 194 (2022)                        | 31                 | modifier les données · modifier les données |
| Ginchy                          | 80378      | CC de la Haute Somme | 5,92             | 73 (2022)                         | 12                 | modifier les données · modifier les données |
| Gueudecourt                     | 80397      | CC de la Haute Somme | 4,87             | 96 (2022)                         | 20                 | modifier les données · modifier les données |
| Guillemont                      | 80401      | CC de la Haute Somme | 3,27             | 127 (2022)                        | 39                 | modifier les données · modifier les données |
| Guyencourt-Saulcourt            | 80404      | CC de la Haute Somme | 5,00             | 144 (2022)                        | 29                 | modifier les données · modifier les données |
| Hancourt                        | 80413      | CC de la Haute Somme | 4,06             | 91 (2022)                         | 22                 | modifier les données · modifier les données |
| Hardecourt-aux-Bois             | 80418      | CC de la Haute Somme | 5,23             | 86 (2022)                         | 16                 | modifier les données · modifier les données |
| Hem-Monacu                      | 80428      | CC de la Haute Somme | 3,66             | 129 (2022)                        | 35                 | modifier les données · modifier les données |
| Herbécourt                      | 80430      | CC de la Haute Somme | 4,50             | 181 (2022)                        | 40                 | modifier les données · modifier les données |
| Hervilly                        | 80434      | CC de la Haute Somme | 6,18             | 187 (2022)                        | 30                 | modifier les données · modifier les données |
| Hesbécourt                      | 80435      | CC de la Haute Somme | 3,62             | 49 (2022)                         | 14                 | modifier les données · modifier les données |
| Heudicourt                      | 80438      | CC de la Haute Somme | 12,71            | 521 (2022)                        | 41                 | modifier les données · modifier les données |
| Lesbœufs                        | 80472      | CC de la Haute Somme | 5,97             | 167 (2022)                        | 28                 | modifier les données · modifier les données |
| Liéramont                       | 80475      | CC de la Haute Somme | 7,29             | 212 (2022)                        | 29                 | modifier les données · modifier les données |
| Longavesnes                     | 80487      | CC de la Haute Somme | 4,09             | 72 (2022)                         | 18                 | modifier les données · modifier les données |
| Longueval                       | 80490      | CC de la Haute Somme | 8,53             | 285 (2022)                        | 33                 | modifier les données · modifier les données |
| Marquaix                        | 80516      | CC de la Haute Somme | 5,29             | 189 (2022)                        | 36                 | modifier les données · modifier les données |
| Maurepas                        | 80521      | CC de la Haute Somme | 10,88            | 223 (2022)                        | 20                 | modifier les données · modifier les données |
| Mesnil-Bruntel                  | 80536      | CC de la Haute Somme | 7,31             | 289 (2022)                        | 40                 | modifier les données · modifier les données |
| Mesnil-en-Arrouaise             | 80538      | CC de la Haute Somme | 6,50             | 107 (2022)                        | 16                 | modifier les données · modifier les données |
| Moislains                       | 80552      | CC de la Haute Somme | 20,62            | 1 118 (2022)                      | 54                 | modifier les données · modifier les données |
| Nurlu                           | 80601      | CC de la Haute Somme | 6,53             | 370 (2022)                        | 57                 | modifier les données · modifier les données |
| Pœuilly                         | 80629      | CC de la Haute Somme | 6,22             | 104 (2022)                        | 17                 | modifier les données · modifier les données |
| Rancourt                        | 80664      | CC de la Haute Somme | 2,91             | 189 (2022)                        | 65                 | modifier les données · modifier les données |
| Roisel                          | 80677      | CC de la Haute Somme | 10,16            | 1 609 (2022)                      | 158                | modifier les données · modifier les données |
| Ronssoy                         | 80679      | CC de la Haute Somme | 7,53             | 578 (2022)                        | 77                 | modifier les données · modifier les données |
| Sailly-Saillisel                | 80695      | CC de la Haute Somme | 9,39             | 478 (2022)                        | 51                 | modifier les données · modifier les données |
| Sorel                           | 80737      | CC de la Haute Somme | 7,94             | 162 (2022)                        | 20                 | modifier les données · modifier les données |
| Templeux-la-Fosse               | 80747      | CC de la Haute Somme | 7,23             | 135 (2022)                        | 19                 | modifier les données · modifier les données |
| Templeux-le-Guérard             | 80748      | CC de la Haute Somme | 6,48             | 196 (2022)                        | 30                 | modifier les données · modifier les données |
| Tincourt-Boucly                 | 80762      | CC de la Haute Somme | 12,80            | 337 (2022)                        | 26                 | modifier les données · modifier les données |
| Villers-Carbonnel               | 80801      | CC de la Haute Somme | 7,66             | 300 (2022)                        | 39                 | modifier les données · modifier les données |
| Villers-Faucon                  | 80802      | CC de la Haute Somme | 11,42            | 541 (2022)                        | 47                 | modifier les données · modifier les données |
| Vraignes-en-Vermandois          | 80812      | CC de la Haute Somme | 4,22             | 132 (2022)                        | 31                 | modifier les données · modifier les données |
| Canton de Péronne               | 8020       |                      | 462,83           | 26 454 (2022)                     | 57                 | modifier les données                        |

## Démographie

### Démographie avant 2015
| 1962   | 1968   | 1975   | 1982   | 1990   | 1999   | 2006   | 2011   | 2012   |
| ------ | ------ | ------ | ------ | ------ | ------ | ------ | ------ | ------ |
| 14 870 | 16 114 | 17 310 | 18 094 | 17 343 | 17 123 | 16 728 | 16 281 | 16 173 |

### Démographie depuis 2015
En 2022, le canton comptait 26 454 habitants, en évolution de −4,34 % par rapport à 2016 (Somme : −1,26 %, France hors Mayotte : +2,11 %).
| 2013   | 2018   | 2022   |
| ------ | ------ | ------ |
| 27 913 | 27 253 | 26 454 |